# Херман (Хоенцолерн-Хехинген)
Херман Мария Фридрих Ото фон Хоенцолерн-Хехинген (на немски: Hermann Maria Friedrich Otto von Hohenzollern-Hechingen; * 30 юли 1751 в Локенхауз, Бургенланд; † 2 ноември 1810 в дворец Хехинген) е седмият имперски княз и първият суверенен княз на Хоенцолерн-Хехинген (1798 – 1810).
Той е син на граф Франц Ксавер фон Хоенцолерн-Хехинген (1720 – 1765), австрийски императорски фелдмаршал-лейтенант, и съпругата му графиня Анна ван Хоенсброех, наследничка на Геуле (1729 – 1798), дъщеря на граф Херман Ото фон и цу Хоенсброех и баронеса Анна ван Тцевел тот Батенбург. Внук е на императорския генерал-фелдмаршал граф Херман Фридрих фон Хоенцолерн-Хехинген (1665 – 1733). Брат е на Фридрих Франц Ксавер фон Хоенцолерн-Хехинген (1757 – 1844), граф на Зигмаринген, австрийски фелдмаршал.
Херман фон Хоенцолерн-Хехинген е издигнат на 9 април 1798 г. на имперски княз. От втората си съпруга той наследява един милион франка. Той е имперски генерал-фелдмаршал-лейтенант и пруски генерал-лейтенант.
Той умира на 59 години на 2 ноември 1810 г. в дворец Хехинген и е погребан в Хехинген.

## Фамилия
Херман фон Хоенцолерн-Хехинген се жени на 18 ноември 1773 г. в Маастрихт за графиня Луиза Жулиена Констанца де Мероде-Вестерлоо (* 28 септември 1747; † 14 ноември 1774, дворец Маастрихт), дъщеря на Йохан Вилхелм Август граф фон Мероде, Батенбург, Оолен, маркиз де Вестерлоо, фрайхер фон Петерс хайм (1722 – 1763) и Елеонора Луиза Констанца де Роан де Рошефорт (1728 – 1792). Те имат една дъщеря:
- Луиза Юлиана Константина (* 1 ноември 1774, Маастрихт; † 7 май 1846, Глогов), омъжена 1806 г. за фрайхер Лудвиг Хеер фон дер Бург (* 16 декември 1776; † 13 октомври 1833)

Херман фон Хоенцолерн-Хехинген се жени втори път на 15 февруари 1775 г. в Брюксел за принцеса Максимилиана Албертина Жана де Гавре (* 30 март 1753; † 6 август 1778, Брюксел), дъщеря на принц Франц Йозеф Расе ван Гавре († 1797) и Мари Амур Дезире де Рувероат (1729/1730 - 1804). Те имат един син:
- Фридрих Херман Ото (* 22 юли 1776, Намюр; † 13 септември 1838, дворец Линдих при Хехинген, погребан в Хехинген), имперски княз на Хоенцолерн-Хехинген, женен на 26 февруари 1800 г. в Прага за принцеса Луиза Паулина Мария Бирон фон Курланд, принцеса фон Шлезия-Заган (* 19 февруари 1782, Митау; † 8 януари 1845, Виена)

Херман фон Хоенцолерн-Хехинген се жени трети път на 26 юли 1779 г. в Дагщул/Соетерн за графиня Мария Антония Моника фон Валдбург-Цайл-Вурцах (* 6 юни 1753, Вурцах; † 25 октомври 1814, Виена), вдовица на граф Йозеф Антон фон Йотинген-Балдерн-Катценщайн (1720 – 1778), дъщеря на граф Франц Ернст фон Валдбург-Цайл-Вурцах (1704 – 1781) и графиня Мария Елеонора фон Кьонигсег-Ротенфелс (1711 – 1766).
- Мария Антония Филипина (* 8 февруари 1781, Дагщул; † 25 декември 1831, Хага, погребана в Хехинген), омъжена на 12 юли 1803 г. в Хехинген за граф Фридрих Лудвиг III фон Валдбург-Капустигал (* 25 октомври 1776; † 18 август 1844)
- Мария Терезия Франциска (* 11 август 1784, Дагщул; † 6 септември 1784, Дагщул)
- Франциска Терезия Каролина (* 19 януари 1786, Дагщул; † 1810)
- Мария Максимилиана Антония (* 3 ноември 1787, Вадерн; † 30 март 1865, Баден при Виена), омъжена I. на 25 февруари 1811 г. в Хехинген за граф Еберхард фон Валдбург-Цайл-Вурцах (* 14 юни 1778; † 18 януари 1814), II. на 12 юли 1817 г. за граф Клеменс Йозеф фон Лодрон-Латерано (* 23 септември 1789; † 3 септември 1861)
- Йозефина (* 14 май 1790, Вадерн; † 25 март 1856, Виена), омъжена на 31 август 1811 г. в Хехинген за граф Ладислаус Фестетикс де Толна (* 15 юни 1785; † 12 май 1846, Виена).